# Emma Castelnuovo
Emma Castelnuovo   (Roma, 12 de desembre de 1913 - Roma, 13 d'abril de 2014) va ser una matemàtica i pedagoga italiana.
Es va graduar el 1936 a la Universitat de Roma on hi començà a treballar com a bibliotecària a l'Institut de Matemàtica. D'ascendència jueva, entre els anys 1938 i 1943 es va haver de refugiar dels nazis en casa d'amics, hospitals o institucions religioses. Després de la guerra, es va reincorporar a l'ensenyament a l'escola intermèdia Torquato Tasso a Roma fins al 1979. El seu esperit era transmetre la bellesa de les matemàtiques als seus alumnes, que pensessin per si mateixos i fossin creatius.
El 1946 va publicar l'article Il metodo intuitivo per insegnare la Geometria nel Primo Ciclo della Scuola Secondaria, on expressava les idees que posteriorment desenvoluparia al llibre Geometria intiutivia (1949). Al pròleg de la primera edició s'hi constata l'actualitat dels seus plantejaments:
| « | L'objectiu principal del curs de Geometria intuïtiva és suscitar, mitjançant l'observació dels fets relatius a la tècnica, l'art i la natura, l'interès de l'alumne per les propietats fonamentals de les figures geomètriques i amb això, el gust i l'entusiasme per la recerca. Aquest gust no pot néixer, crec, si no és fent-lo participar en el treball creatiu. És necessari animar la natural i instintiva curiositat que tenen els nens dels 11 als 14 anys, acompanyant-los en el descobriment de les veritats matemàtiques, transmetent la idea d'haver-ho fet per ells mateixos, i d'alta banda, fer sentir progressivament la necessitat d'un raonament lògic | » |

El 10 de març de 2009 es va concedir l'honor de Gran Oficial de l'Orde del Mèrit de la República Italiana per la passió i el compromís en el seu treball. La Comissió Internacional d'Instrucció Matemàtica (ICMI) va decidir crear el premi Emma Castelnuovo en reconeixement del vessant pedagògic innovadora en l'ensenyament matemàtic i en particular a la geometria euclidiana.

## Obra
Ha fet contribucions significatives a l'educació matemàtica. Ha publicat:
- Geometria intuitiva, per le scuole medie inferiori (1948, Carrabba)
- Didattica matematica (1963, La Nuova Italia)
- Documenti di un'esposizione matematica (1972, Boringhieri)
- Matematica nella realtà (amb Mario Barra, 1976, Bollati Boringhieri)
- La matematica (1976, La Nuova Italia)
- Pentole, ombre, formiche. In viaggio con la matematica (1993, La Nuova Italia)
- L'officina matematica. Ragionare con i materiali (2008, La Meridiana)